# Americká socialistická strana

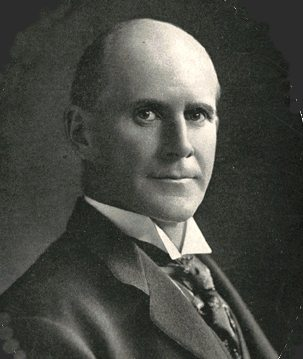
E.V. Debs

Americká socialistická strana (anglicky Socialist Party of America) byla socialistická strana působící ve Spojených státech. Vznikla roku 1901 sloučením krátce působící Sociálně demokratické strany a částí bývalé Americké socialistické strany práce. Ze začátku strana působila spíše v místní politice, později se však zapojila i do prezidentských voleb a měla své parlamentní zastoupení. Roku 1918 byl uvězněn vůdce strany Eugene V. Debs za protiválečné prohlášení. V lednu 1919 vyzval Lenin levé křídlo strany ke vstupu do Komunistické Internacionály, avšak nestalo se tak, protože komunisté nedokázali ovládnout vedení strany. Proto byla roku 1921 založena samostatná Komunistická strana. Oslabení socialisté se proto v roce 1924 aktivně nezúčastnili prezidentských voleb, ale podporovali kandidáta Pokrokové strany. Ve 30. letech podporovali New Deal.

## Prezidentské volby
| Rok  | Kandidát           | Hlasy   | Procenta |
| ---- | ------------------ | ------- | -------- |
| 1904 | Eugene Victor Debs | 402 810 | 3,0 %    |
| 1908 | Eugene Victor Debs | 420 852 | 2,8 %    |
| 1912 | Eugene Victor Debs | 901 551 | 6,0 %    |
| 1916 | Allan Louis Benson | 590 524 | 3,2 %    |
| 1920 | Eugene Victor Debs | 913 693 | 3,4 %    |
| 1924 |                    |         |          |
| 1928 | Norman Thomas      | 267 478 | 0,8 %    |
| 1932 | Norman Thomas      | 884 885 | 2,2 %    |
| 1936 | Norman Thomas      | 187 910 | 0,4 %    |
| 1940 | Norman Thomas      | 116 599 | 0,2 %    |
| 1944 | Norman Thomas      | 79 017  | 0,2 %    |
| 1948 | Norman Thomas      | 139 569 | 0,3 %    |
| 1952 | Darlington Hoopes  | 20 203  | 0,03 %   |
| 1956 | Darlington Hoopes  | 2 044   | 0,00 %   |

## Parlamentní zastoupení

### Sněmovna reprezentantů
- 1910–1912: 1 mandát
- 1914–1916: 1 mandát
- 1916–1918: 1 mandát
- 1914–1916: 1 mandát
- 1920–1922: 1 mandát
- 1922–1924: 1 mandát
- 1924–1926: 1 mandát
- 1926–1928: 1 mandát

## Následovníci
- Socialistická strana (Socialist Party)
- Američtí demokratičtí socialisté (Democratic Socialists of America)
- Sociální demokraté (Social Democrats USA)